# まひろ
まひろ 玲希（旧芸名：内田 直（うちだ なお）、（本名）内田 量子（うちだ りょうこ、）、麻汎 玲希、まひろ、1974年10月13日 - ）は、日本の女優である。かつては有限会社Breathに所属していた。

## 来歴
高知県出身。小学校3年のとき観た映画『E.T.』に感動し、女優を志す。高校卒業後は大阪のモード学園に入学。就職活動の時期に女優挑戦を決め、何の当てもないまま上京。昼のアルバイトを探していた時、面接先のオーナーから芸能部門にとスカウトされる。藤山直美の舞台を観て衝撃を受け、そのまま直談判して2年間彼女の付き人になる。それを機に舞台を中心に女優の仕事に邁進。映画『あらうんど四万十』の撮影で何度か高知に帰ったことをきっかけに、帰郷して高知で活動することとなる。自ら企画したゴルフ番組『まひゴろ!!』や『まひろのま』など、高知のテレビ・ラジオで複数の冠番組を持っていたが、コロナ禍の2020年に思い立ち、レギュラー番組をすべて終了させ再び上京し現在に至る。

## 人物
- 血液型O型。
- 芸名の「まひろ」の名の由来は、響きの良さや、子どもでも覚えやすく親しみやすいことから名付けた[3]。
- 高知市会議員の横山公大は同級生[3]。
- 趣味は読書・映画鑑賞、カラオケ。特技は即興ダンス。方言は土佐弁、関西弁[4]。
- 犬より猫派。
- 好きな言葉：ありがとう[5]

## 出演

### 映画
- 棚の隅（2006年、監督：門井肇） - 主演・岡崎擁子 役
- 休暇（2007年、監督：門井肇） ‐ 篠原和美
- 子猫の涙（2007年、監督：森岡利行）
- 月光ノ仮面（2012年、監督：板尾創路）
- ボトルシップ（2012年、監督：金谷真由美） - 谷川直美 役
- ストロベリーナイト（2013年、監督：佐藤祐市）
- 謝罪の王様（2013年、監督：水田伸生）
- うつろう（2014年、監督：久保裕章）
- 嘆き（2014年、監督：神村友征）
- トワイライト ささらさや（2014年、監督：深川栄洋）
- セシウムと少女（2015年、監督：才谷遼）- あーちゃん（阿修羅）役
- あらうんど四万十 ―カールニカーラン―（2015年、監督：松田大佑）
- サムライせんせい（2018年、監督：渡辺一志）- 板垣の母 役
- パウンドケーキ（2021年、監督：古本恭一）- 主演&制作
- CODE-D魔女たちの消えた家（2022年、監督：古本恭一）- ナオ 役

### テレビドラマ
- オードリー（2000年、NHK総合） - 和田（笹守）泰子 役
- 陰の季節（TBS） - 斉藤香澄 役
  - 第1作「陰の季節」（2000年）
  - 第4作「失踪」（2002年）
  - 第5作「事故」（2003年）
  - 第6作「刑事」（2003年）
  - 第7作「清算」（2004年）
- 名探偵キャサリン第13作「京都・宇治川殺人事件」（2003年、TBS）- 伏見医大附属病院 受付 役
- 横山秀夫サスペンス 囚人のジレンマ（2014年、TBS）- 記者 役
- 聞かせてよ愛の言葉を（2005年、TBS）
- 佐藤四姉妹 第3回「混線」（2005年5月22日、BS-i）
- 富豪刑事デラックス（2006年、テレビ朝日）
- ケータイ刑事 銭形雷 第17話（2006年、BS-i） - 江戸川栄子 役
- 赤い奇跡（2006年、TBS）
- 光抱く友よ（2006年、フジテレビ）
- 愛の迷宮 第16・17話（2007年10月 - 12月、東海テレビ） - 遠藤みどり 役
- セクシーボイスアンドロボ（2007年、日本テレビ）
- 水曜ミステリー9 女かけこみ寺 刑事・大石水穂（2008年、テレビ東京）
- 幼獣マメシバ（2009年、tvk、チバテレ、テレ玉、サンテレビ他）
- パーフェクト・リポート（2010年、フジテレビ）
- 松本人志のコントMHK（2010年、NHK総合）
- ナサケの女〜国税局査察官〜 第1話（2010年、テレビ朝日）
- 警部補 矢部謙三 第1話（2010年、テレビ朝日）
- 金曜プレステージ 浅見光彦シリーズ41 佐渡伝説殺人事件（2011年、フジテレビ）- 道子の母 役
- 大河ドラマ 江〜姫たちの戦国〜（2011年、NHK総合）
- 相棒 season 9 第13話（2011年テレビ朝日） - 藤吉美奈子 役
- 月曜ゴールデン 漬けモノ学者・竹之内春彦（2012年、TBS） - 塩見雅恵 役
- ドラマスペシャル 親父がくれた秘密 下荒井5兄弟の帰郷（2012年、テレビ東京）
- 特捜最前線2012 爆破0.01秒前の女（2012年、CS東映チャンネル・CSファミリー劇場）
- 遺留捜査 第3シリーズ 第5話「折れた絵筆」（2013年テレビ朝日） - 森下靖子 役
- 牙狼-GARO- 〜闇を照らす者〜（2013年、テレビ東京）
- LINK 第1話（2013年、WOWOW）
- 予告犯 -THE PAIN- （2015年、WOWOW）
- 妖怪シェアハウス-帰ってきたん怪- 第1話（2022年4月9日、テレビ朝日）
- 4月の東京は…（2023年6月16日 - 8月4日、MBS） - 滝沢苑子 役

### オリジナルビデオ
- ドキュメンタリーホラー「遺物」未解決事件流出証拠検証記録 VOL.3「トンネルに消えた子供たち」（2010年） - 瀬下江里子 役
- 任侠沈没（2011年）
- ザ・闇金融道2（2013年）

### 舞台
- 愛 愛のれん（1999年）
- 浅草パラダイス（2000年）
- ”STRAYDOG”「映像都市 チネチッタ」（2004年、演出：森岡利行）
- ”STRAYDOG”「母の桜が散った夜」（2004年、演出：森岡利行）
- ”STRAYDOG”「悲しき天使」（2004年、演出：森岡利行）
- 流星金魚旗揚げ公演「松風プラネタリウム」（2006年、演出：浜谷康幸）
- ”STRAYDOG”プロデュース公演「たまたま、素敵」（2007年、演出：岡部尚子）
- PU-PU-JUICE第8回公演「新・罪と罰」（2009年、赤坂レッドシアター、演出：山本浩貴）
- 劇団レッド・フェイス プロデュース公演Vol.15「吟子」（2009年、日暮里 d－倉庫、演出：榊原利彦）
- 劇団レッド・フェイス プロデュース公演Vol.18「カナリヤタウン」（2009年、日暮里 d－倉庫、演出：榊原利彦）
- 劇団レッド・フェイス プロデュース公演Vol.19「七慟伽藍」其の参」（2009年、元Ajito、演出：榊原利彦）
- 劇団レッド・フェイス プロデュース公演Vol.20「爾汝の社 再来」（2010年、日暮里 d－倉庫、演出：榊原利彦）
- SHOW PROJECT「君は嗤う」（2019年、ミニシアター蛸蔵、演出：まひろ）

### CM
- 三菱自動車工業『DINGO』（1998年）
- カネボウ化粧品『コッコアポA』（1999年）
- アサヒペン（2002年）
- 日立ホーム＆ライフソリュウション『オープンレンジ2005』（2005年）
- トヨタ自動車『PORTE』（2005年）
- 明治乳業『十勝カマンベール』（2006年）
- ユーキャン（2006年）
- CM GOGO（2007年）
- 大塚製薬カロリーメイト『健やかなる君へ（夏）』（2010年）
- ダスキン ハンディモップ shushu『いつでもどこでも』（2010年）
- 第一三共ヘルスケア 新ルルAゴールドDX『バージョンアップ 家族』（2011年）
- マクドナルド『ハッピーセット VooV（ブーブ）出勤』（2013年）
- パナソニック『エコナビ エアコン 夏こそ実感』（2013年）
- アクサダイレクト生命保険 『保険はウェブホへ』（2013年）
- ブラウン オーラルB『オーラルBで毎日歯科医感覚クリーニング』（2013年）
- 環境省 クールビズ（2017年）
- 高知県損害保険代理業協会（2019年）
- 豆腐と湯葉 土佐文化の店　大名（2020年）
- JAタウン「JAタウンの食卓」（2022年）

### PV
- 石原詢子 「逢いたい、今すぐあなたに・・・。」

### その他
- まひゴろ!!（2016年 - 2018年、テレビ高知）
- まひろのま（2018年 - 2020年、RKC高知放送）
- まひろのまラヂオ（2019年 - 2020年、FM高知）